# Reprezentacja Kamerunu w piłce nożnej mężczyzn
Reprezentacja Kamerunu w piłce nożnej mężczyzn (fr. Équipe du Cameroun de football masculin) – męski zespół piłkarski, reprezentujący Kamerun w meczach i sportowych imprezach międzynarodowych, powoływany przez selekcjonera, w którym mogą występować wyłącznie zawodnicy posiadający obywatelstwo kameruńskie. Za jego funkcjonowanie odpowiedzialny jest Fédération camerounaise de football (FECAFOOT).
Jest to jedna z najbardziej utytułowanych i najsilniejszych afrykańskich reprezentacji. Może się pochwalić następującym bilansem: najwięcej startów w Mistrzostwach świata w piłce nożnej z tego kontynentu (siedmiokrotnie) i jako jedna z trzech drużyn najlepszy wynik (ćwierćfinał w 1990), drugie miejsce jeśli chodzi o osiągnięcia w Pucharze Narodów Afryki (pięciokrotne zdobycie mistrzostwa w czym ustępuje jedynie Egiptowi, który zdobył mistrzostwo siedem razy).

## Historia
11 stycznia 1959 w Jaunde – podczas Pierwszego Nadzwyczajnego Walnego Zgromadzenia - doszło do założenia Fédération camerounaise de football (FECAFOOT) - kameruńskiego związku piłki nożnej, mimo że Kamerun nie był jeszcze wówczas niepodległym państwem (francuska część tego kraju stała się bowiem samodzielna od 1 stycznia 1960). Pierwszy, oficjalny mecz międzypaństwowy reprezentacja Kamerunu – jako niepodległego państwa (Republiki Kamerunu) – rozegrała 14 kwietnia 1960 przeciwko Somali Francuskiemu (w latach 1894-1967 nazwa obecnego Dżibuti), zwyciężając 9:2. Było to spotkanie I rundy towarzyskiego turnieju na Madagaskarze. Wcześniej (w latach 1953-1956) Kameruńczycy rozegrali kilka spotkań towarzyskich, jednak z uwagi na fakt, że w tym czasie Kamerun nie posiadał statusu niepodległego państwa, a dodatkowo nie istniała kameruńska federacja piłkarska, trudno te pojedynki uznać za oficjalne mecze międzypaństwowe. W 1962 FECAFOOT przystąpiła do FIFA, a w 1963 została członkiem Afrykańskiej Konfederacji Piłkarskiej.
Kamerun siedmiokrotnie wystąpił w mistrzostwach świata (1982, 1990, 1994, 1998, 2002, 2010, 2014), będąc pierwszą drużyną z Afryki, która dotarła do ćwierćfinału tej imprezy, co jest jego najlepszym występem podczas mundialu (później ten sukces powtórzyły jeszcze Senegal i Ghana). Podczas mundialu 1990 zespół Nieposkromionych Lwów, prowadzony przez Rosjanina Walerego Niepomniaszczyja, przegrał po dogrywce z Anglią. Wcześniej, w rozgrywkach grupowych sensacyjnie pokonał – w meczu otwarcia – mistrzów świata Argentyńczyków 1:0. Osiem lat wcześniej Kameruńczycy zakończyli mundial w Hiszpanii na fazie grupowej po zremisowaniu wszystkich trzech spotkań (z Peru i Polską po 0:0, oraz Włochami 1:1). Podobnie w 1994, 1998, 2002, 2010, oraz 2014 roku kameruńscy piłkarze zakończyli zmagania mundialowe już po fazie grupowej.
Ponadto Kamerun pięciokrotnie wygrywał Puchar Narodów Afryki (w 1984, 1988, 2000, 2002 i 2017). Miał być gospodarzem tego turnieju w 2019 roku jednak jego organizacja została mu odebrana.
W 2000 roku z kolei zespół U23 prowadzony przez Jeana-Paula Akono zdobył złoty medal Igrzysk Olimpijskich w Sydney.
Kameruńczycy również trzykrotnie wystąpili w Pucharze Konfederacji: w 2001, 2003 i 2017. Pierwszy turniej zakończyli już po fazie grupowej. W drugim zajęli 2 miejsce po porażce 0:1 z Francją. Trzeci i jak dotąd ostatni występ w Pucharze Konfederacji Kamerun zakończył (podobnie jak w 2001 roku) na fazie grupowej.
W marcu 2006 do dymisji podał się selekcjoner reprezentacji Portugalczyk Artur Jorge. Jego następca Holender Arie Haan został wybrany pięć miesięcy później. Z kolei vacat po odejściu Haana trwał aż siedem miesięcy; dopiero w sierpniu 2007 władze federacji i ministerstwa sportu postanowiły w internecie ogłosić konkurs na trenera kadry. Swoje zgłoszenia przysłało 78 szkoleniowców (m.in. Polak Wojciech Łazarek). W połowie września ogłoszono, że nowym selekcjonerem będzie Horst Köppel, jednak ten były reprezentant Niemiec w ostatniej chwili zmienił zdanie i zrezygnował. Ostatecznie obowiązki od tymczasowego opiekuna reprezentacji Juliusa Nyonghy przejął rodak Köppela Otto Pfister. Podał się do dymisji w 2009 z powodu słabych wyników w eliminacjach do Mistrzostw Świata w Piłce Nożnej 2010. Zastąpił go francuski szkoleniowiec Paul Le Guen, z którym Kamerun awansował na mistrzostwa w RPA. Na mistrzostwach organizowanych po raz pierwszy na kontynencie afrykańskim zespół kameruński trafił do grupy E razem z Holandią, Japonią i Danią. Przegrał jednak wszystkie trzy mecze (z Japonią 0:1, oraz Danią i Holandią po 1:2) i z zerowym dorobkiem punktowym zajął ostatnie miejsce w grupie i odpadł z turnieju. Po Le Guenie Kamerun prowadzili kolejno Javier Clemente, Denis Lavagne, Jean-Paul Akono, Volker Finke (z którym ekipa kameruńska awansowała na MŚ 2014 w Brazylii; znów przegrała jednak wszystkie trzy spotkania: z Meksykiem 0:1, Chorwacją 0:4 i Brazylią 1:4 i z zerowym dorobkiem punktowym odpadła już po fazie grupowej), oraz Alexandre Belinga. Od 2016 do 2017 roku reprezentację prowadził belgijski szkoleniowiec Hugo Broos. Brak awansu na mundial w Rosji oraz niechęć do zamieszkania na stałe w Kamerunie stały się przyczyną jego zwolnienia. Na stanowisku selekcjonera zespołu tymczasowo zastąpił go Alexandre Belinga. Od 2019 roku zespół prowadzi Toni Conceição.

## Udział wMistrzostwach Świata
- 1930 – 1962 – Nie brał udziału (był kolonią brytyjsko-francuską)
- 1966 – Wycofał się z eliminacji
- 1970 – 1978 – Nie zakwalifikował się
- 1982 – Faza grupowa
- 1986 – Nie zakwalifikował się
- 1990 – Ćwierćfinał
- 1994 – Faza grupowa
- 1998 – Faza grupowa
- 2002 – Faza grupowa
- 2006 – Nie zakwalifikował się
- 2010 – Faza grupowa
- 2014 – Faza grupowa
- 2018 – Nie zakwalifikował się
- 2022 – Faza grupowa

## Udział wPucharze Narodów Afryki
- 1957 – 1962 – Nie brał udziału (był kolonią brytyjsko-francuską)
- 1963 – 1965 – Nie brał udziału
- 1968 – Nie zakwalifikował się
- 1970 – Faza grupowa
- 1972 – III miejsce
- 1974 – 1980 – Nie zakwalifikował się
- 1982 – Faza grupowa
- 1984 – Mistrzostwo
- 1986 – II miejsce
- 1988 – Mistrzostwo
- 1990 – Faza grupowa
- 1992 – IV miejsce
- 1994 – Nie zakwalifikował się
- 1996 – Faza grupowa
- 1998 – Ćwierćfinał
- 2000 – Mistrzostwo
- 2002 – Mistrzostwo
- 2004 – Ćwierćfinał
- 2006 – Ćwierćfinał
- 2008 – II miejsce
- 2010 – Ćwierćfinał
- 2012 – 2013 – Nie zakwalifikował się
- 2015 – Faza grupowa
- 2017 – Mistrzostwo
- 2019 – 1/8 finału
- 2021 – III miejsce
- 2023 – 1/8 finału

## Aktualna kadra zawodnicza
Kadra zawodnicza na Puchar Narodów Afryki 2017 (wiek, liczba meczów i liczba goli aktualne na 14 stycznia 2017):
| Nr | Pozycja | Nazwisko               | Data urodzenia | Wiek | Klub                               | LM | LB |
| -- | ------- | ---------------------- | -------------- | ---- | ---------------------------------- | -- | -- |
| 1  | BR      | Fabrice Ondoa          | 24.12.1995     | 21   | Sevilla Atlético                   | 22 | 0  |
| 2  | OB      | Ernest Mabouka         | 16.06.1988     | 28   | MŠK Žilina                         | 0  | 0  |
| 3  | OB      | Nicolas N’Koulou       | 27.03.1990     | 26   | Olympique Lyon                     | 71 | 1  |
| 4  | OB      | Adolphe Teikeu         | 23.06.1990     | 26   | FC Sochaux-Montbéliard             | 4  | 0  |
| 5  | OB      | Michael Ngadeu-Ngadjui | 23.11.1990     | 26   | Slavia Praga                       | 4  | 0  |
| 6  | OB      | Ambroise Oyongo        | 22.06.1991     | 25   | Montreal Impact                    | 20 | 1  |
| 7  | PO      | Clinton N’Jie          | 15.08.1993     | 23   | Olympique Marsylia                 | 16 | 6  |
| 8  | NA      | Benjamin Moukandjo     | 12.11.1988     | 26   | FC Lorient                         | 40 | 8  |
| 9  | NA      | Jacques Zoua           | 06.09.1991     | 25   | 1. FC Kaiserslautern               | 14 | 0  |
| 10 | NA      | Vincent Aboubakar      | 22.01.1992     | 24   | Beşiktaş JK                        | 48 | 13 |
| 11 | PO      | Edgar Salli            | 17.08.1992     | 24   | 1. FC Nürnberg                     | 33 | 4  |
| 12 | PO      | Frank Boya             | 01.07.1996     | 20   | APEJES Academy                     | 5  | 0  |
| 13 | NA      | Christian Bassogog     | 18.10.1995     | 21   | Aalborg BK                         | 2  | 0  |
| 14 | PO      | Georges Mandjeck       | 09.12.1988     | 27   | FC Metz                            | 29 | 0  |
| 15 | PO      | Sébastien Siani        | 21.12.1986     | 30   | KV Oostende                        | 10 | 1  |
| 16 | BR      | Jules Goda             | 30.05.1989     | 27   | AC Ajaccio                         | 1  | 0  |
| 17 | PO      | Arnaud Djoum           | 02.05.1989     | 27   | Heart of Midlothian FC             | 3  | 0  |
| 18 | NA      | Robert Ndip Tambe      | 22.02.1994     | 22   | Spartak Trnawa                     | 2  | 0  |
| 19 | OB      | Collins Fai            | 13.08.1992     | 24   | Standard Liège                     | 2  | 0  |
| 20 | NA      | Karl Toko Ekambi       | 14.09.1992     | 24   | Angers SCO                         | 7  | 1  |
| 21 | OB      | Mohamed Djetei         | 18.08.1994     | 22   | Gimnàstic Tarragona                | 7  | 0  |
| 22 | OB      | Jonathan Ngwem         | 20.07.1991     | 25   | Progresso Associação do Sambizanga | 2  | 0  |
| 23 | BR      | Georges Bokwé          | 14.07.1989     | 29   | Coton Sport FC de Garoua           | 0  | 0  |

## Selekcjonerzy
| Lata pracy  | Imię i nazwisko trenera            |
| ----------- | ---------------------------------- |
| 1960 – 1965 | Komisja techniczna                 |
| 1965 – 1970 | Dominique Colonna                  |
| 1970        | Raymond Fobete i Dominique Colonna |
| 1970 – 1973 | Peter Schnittger                   |
| 1973 – 1975 | Vladimir Beara                     |
| 1976 – 1979 | Ivan Ridanović                     |
| 1980 – 1982 | Branko Žutić                       |
| 1982        | Jean Vincent                       |
| 1982 – 1984 | Radivoje Ognjanović                |
| 1985 – 1988 | Claude Le Roy                      |
| 1988 – 1990 | Walerij Niepomniaszczij            |
| 1991 – 1992 | Philippe Redon                     |
| 1993 – 1994 | Jean Manga Onguéné                 |
| 1994        | Léonard Nseké                      |
| 1994        | Henri Michel                       |
| 1994 – 1996 | Jules Nyongha                      |
| 1996 – 1997 | Henri Depireux                     |
| 1997 – 1998 | Jean Manga Onguéné                 |
| 1998        | Claude Le Roy                      |
| 1999 – 2001 | Pierre Lechantre                   |
| 2001        | Jean-Paul Akono                    |
| 2001 – 2004 | Winfried Schäfer                   |
| 2004 – 2006 | Artur Jorge                        |
| 2006 – 2007 | Arie Haan                          |
| 2007 – 2009 | Otto Pfister                       |
| 2009        | Thomas N’Kono                      |
| 2009 – 2010 | Paul Le Guen                       |
| 2010 – 2011 | Javier Clemente                    |
| 2011 – 2012 | Denis Lavagne                      |
| 2012 – 2013 | Jean-Paul Akono                    |
| 2013 – 2015 | Volker Finke                       |
| 2015 – 2016 | Alexandre Belinga                  |
| 2016 – 2017 | Hugo Broos                         |
| 2018        | Alexandre Belinga                  |
| 2018 – 2019 | Clarence Seedorf                   |
| 2019–2022   | Toni Conceição                     |
| Od 2022–    | Rigobert Song                      |

## Rekordziści
| Mecze                           | Zawodnik      | Lata gry w kadrze | Gole |
| ------------------------------- | ------------- | ----------------- | ---- |
| 137                             | Rigobert Song | 1993 – 2010       | 4    |
| 118                             | Samuel Eto’o  | 1997 – 2014       | 56   |
| 118                             | Geremi Njitap | 1996 – 2010       | 25   |
| 112                             | Thomas N’Kono | 1976 – 1990       | 0    |
| 102                             | Roger Milla   | 1973 – 1994       | 28   |
| Dane według stanu na 19.06.2014 |               |                   |      |

| Gole                            | Zawodnik            | Lata gry w kadrze | Mecze |
| ------------------------------- | ------------------- | ----------------- | ----- |
| 56                              | Samuel Eto’o        | 1997 –            | 118   |
| 45                              | François Omam-Biyik | 1986 – 1998       | 75    |
| 33                              | Patrick M’Boma      | 1995 – 2004       | 57    |
| 28                              | Roger Milla         | 1973 – 1994       | 102   |
| 21                              | Alphonse Tchami     | 1988 – 1998       | 57    |
| Dane według stanu na 19.06.2014 |                     |                   |       |